# Kino Radium

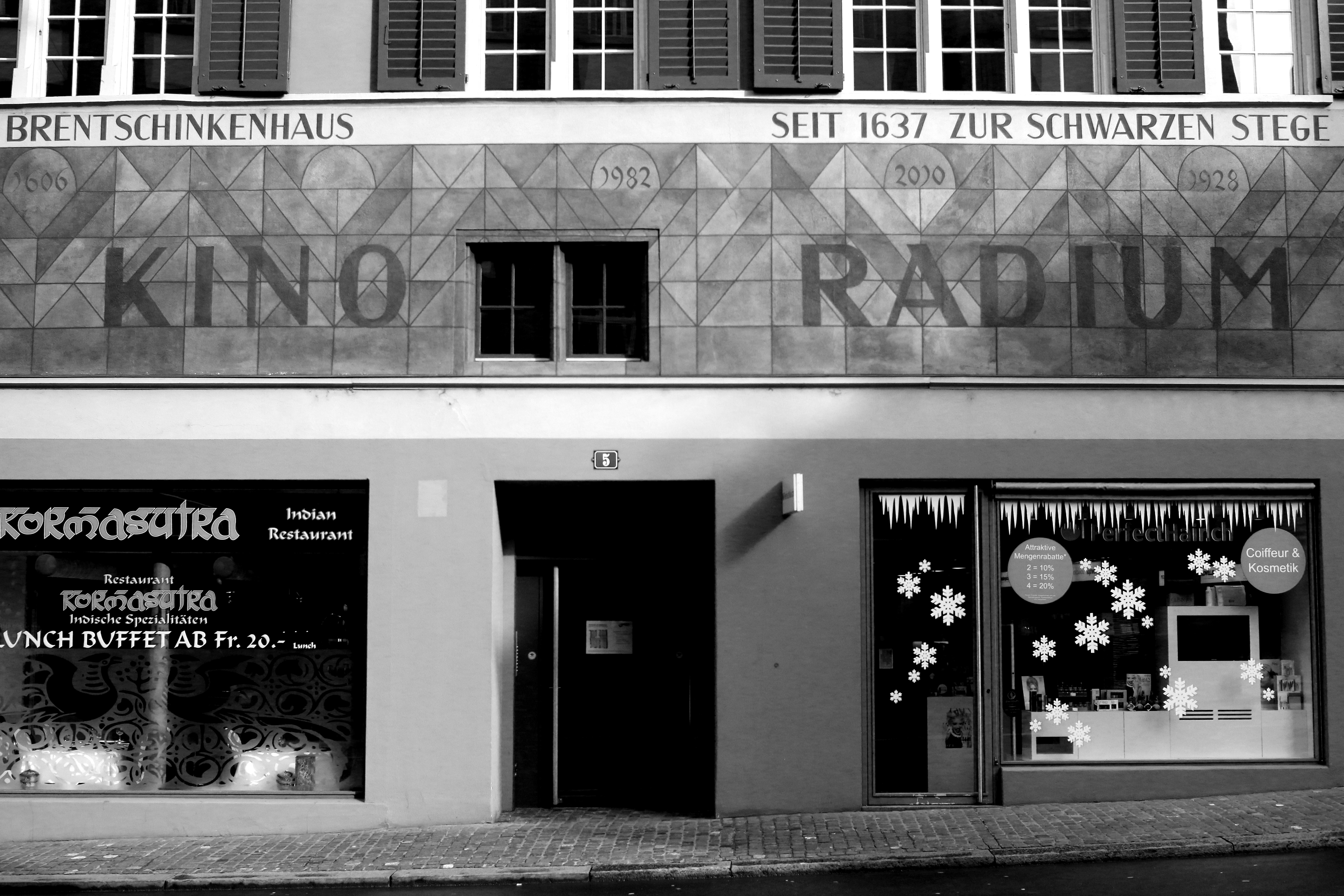
Kino Radium, Ansicht des Gebäudes Ende Februar 2014

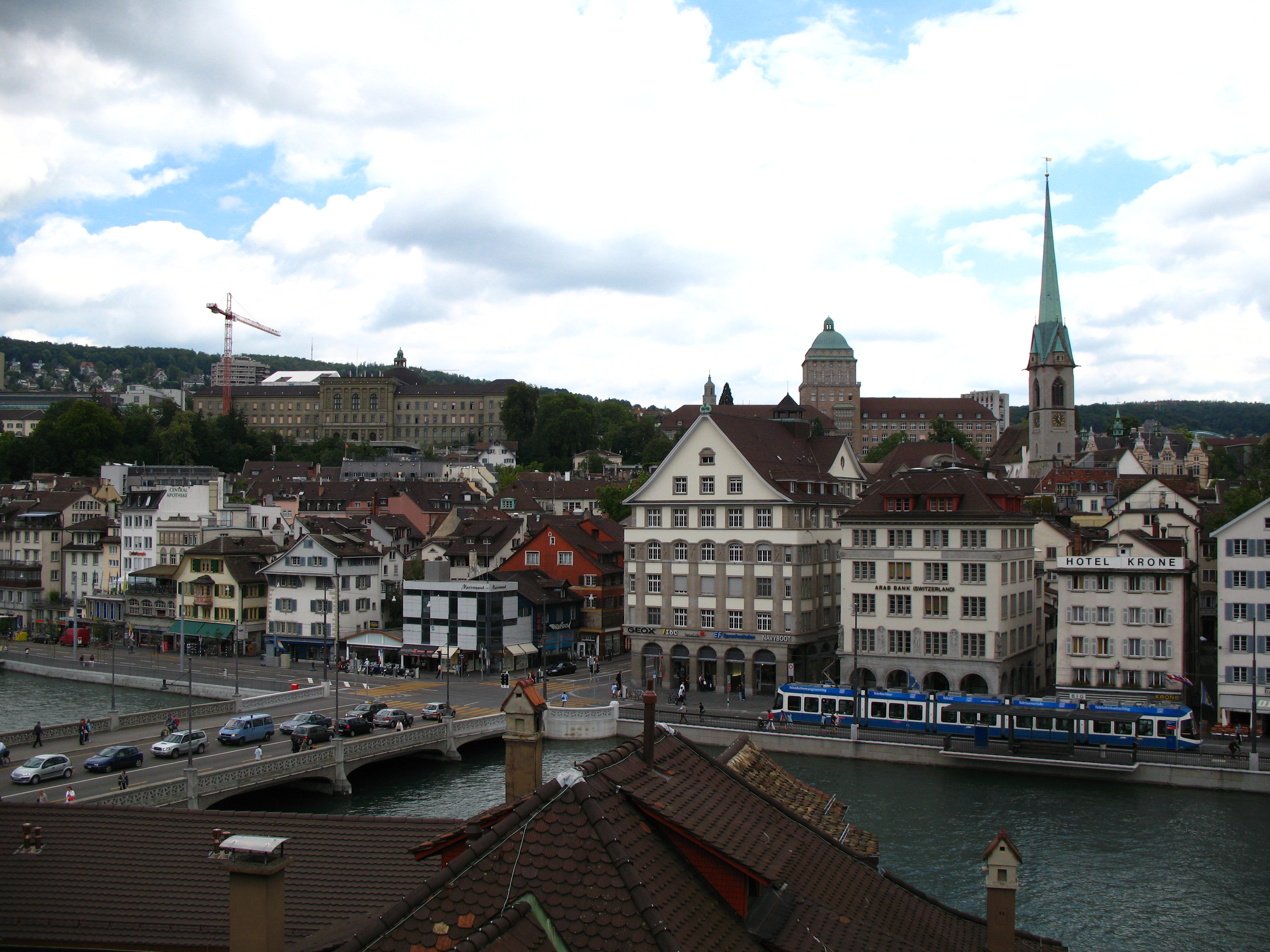
Blick vom Lindenhof über die Limmat mit der Rudolf-Brun-Brücke, das rotbraune Gebäude im Zentrum des Bildes beherbergte das Kino Radium, 2007

Das Kino Radium war eines der ersten ortsfesten Kinos in Zürich. Es bestand vom 12. Oktober 1907 bis zum 30. Juni 2008 im östlichen Gebäudeteil des Hauses Mühlegasse 5. Im Jahr nach der Schliessung wurde bei der Sanierung des Gebäudes ein Stapel versteckter Filmplakate und weitere Drucksachen gefunden, die überwiegend aus der Zeit vor 1920 stammen und als filmhistorischer Sensationsfund gelten.

## Lage

Blick über die Uraniabrücke (heute Rudolf-Brun-Brücke) in die Mühlegasse. Die Giebelwand des Hauses auf der linken Strassenseite zeigt kaum erkennbar den Schriftzug «KINO RADIUM».

Das Kino Radium befand sich im Niederdorf der Zürcher Altstadt im östlichen Teil des Gebäudes Mühlegasse 5. In der Nähe liegen Rathaus und Predigerkirche. Im benachbarten historischen Gebäude Mühlegasse 3 (Rotes Mühlerädli) befindet sich der Nachtclub Haifisch, im Erdgeschoss der Mühlegasse 5 (Zur Schwarzen Stege) haben sich heute ein indisches Restaurant und ein IT-Dienstleister eingemietet, im ersten bis dritten Obergeschoss befinden sich Wohnungen.
Die Mühlegasse 5 ist ein drei- bis viergeschossiges nicht unterkellertes Wohngebäude, in dessen westlichem Erdgeschoss sich noch im frühen 20. Jahrhundert Pferdeställe der Limmatmühlen befanden. Im Erdgeschoss des Ostteils war seit dem späten 18. Jahrhundert eine Wagenremise untergebracht, die langgestreckt nach hinten verlief. Mitte 1907 baute der Hauseigentümer die Remise zunächst zu einem Ladenlokal um. Noch im selben Jahr wurde dort das Kino Radium eingebaut, der Entwurf stammte von dem Zürcher Architektenbüro Huldi & Pfister. Für den Kinobetrieb wurde im Bereich des Kinos die Decke entfernt, so dass der entstandene Vorführsaal Erdgeschoss und erstes Obergeschoss umfasste. Die Fenster des ersten Obergeschosses wurden zunächst nur provisorisch verschlossen. Rechts unten befand sich der Haupteingang, der direkt auf die Strasse führte.
Irgendwann zwischen 1915 und 1928 wurden fast alle Fenster des ersten Obergeschosses zugemauert. Die so entstandene etwa 15 Meter breite und zwei Meter hohe Fläche wurde 1928 durch den Fassadenmaler Emil Morf (1867–1949) in der heute noch sichtbaren Weise mit dem Schriftzug «KINO RADIUM» gestaltet. Die Zürcher Denkmalpflege beschrieb die Malerei in einem Bericht: «Die Fassadenmalerei ist ein wertvolles Zeugnis der Farbenbewegung der Zwischenkriegszeit. Parallele Beispiele finden sich nur noch im Umkreis des «Bunten Magdeburg» unter Bruno Taut. Formal vermag sie auch strenge ästhetische Anforderungen zu befriedigen.» 1982 wurde die Fassadenmalerei aufwändig restauriert. Bis dahin hatte sie 54 Jahre überstanden. Die das Bild des Gebäudes und der Mühlegasse prägende Fassadenmalerei steht heute unter Denkmalschutz.

## Kino

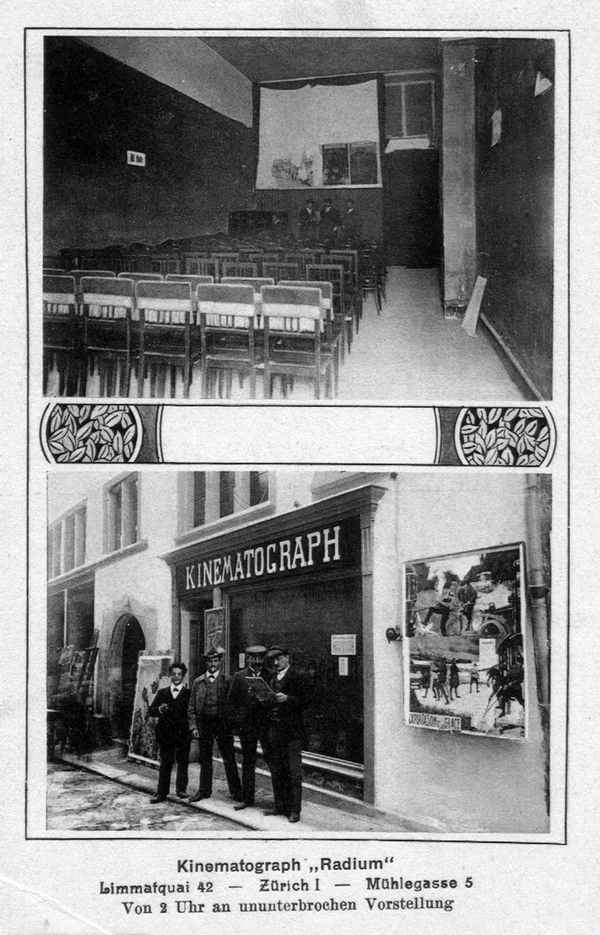
Werbe-Postkarte zur Eröffnung, 1907

Mühlegasse 3 und 5, um 1915

Filmvorführungen gab es in Zürich bereits seit 1896 mit mobilen Einrichtungen. Entgegen Angaben in Medienberichten und der wissenschaftlichen Literatur, die das Kino Radium als das erste Kino Zürichs bezeichnen, gab es schon vorher zwei ortsfeste Lichtspieltheater. Bereits 1906 war in Genf ein ortsfestes Kino eingerichtet worden, 1907 folgten rasch weitere Schweizer Städte. Auch in Zürich waren schon im Herbst 1906 erste Anträge auf die Genehmigung eingereicht worden und im März 1907 erhielt der Filmpionier Jean Speck die entsprechende Erlaubnis. Sein Kinematograph Speck wurde im April 1907 in Bahnhofsnähe in der Waisenhausstrasse eröffnet. Ebenfalls in Bahnhofsnähe, in der Löwenstrasse, eröffneten bereits Ende März 1907 Anton Fischer und Carl Simon-Sommer ein Kino, die erforderlichen Genehmigungen holten sie erst nachträglich ein. Beide betrieben auch die Einrichtung des Kino Radium in der Mühlegasse, Fischer zog sich jedoch noch vor der Eröffnung zurück. Das Kino Radium wurde dann am 12. Oktober 1907 eröffnet.
Das Kino Radium war ein für die frühe Zeit des Kinos typisches kleines Ladenkino, das in Fläche und Ausstattung nicht mit den grossen Edelkinos mithalten konnte. Der Vorführraum war lang und schmal, aber wegen der entfernten Decke wenigstens hoch genug, um die Leinwand erhöht zu befestigen und den meisten Zuschauern einen ungehinderten Blick zu ermöglichen. Diese war an der zur Mühlegasse gelegenen Wand des Saals aufgehängt, teilweise vor den Fenstern des ersten Obergeschosses. Rechts unter der Leinwand befand sich der Haupteingang des Kinos, der direkt auf die Strasse führte. Die Möblierung des schmucklosen Saals bestand aus einfachen Holzstühlen und einem Klavier zur musikalischen Begleitung der Stummfilme.
Der Kinomarkt in Zürich war rasch hart umkämpft. Mit seinen grossen und prachtvoll ausgestatteten Häusern in der Nähe des Bahnhofs, dem Cinema Palace und dem Cinema Orient beherrschte der Schweizer Kinopionier Jean Speck den Markt und liess kleinen Betreibern wie Simon-Sommer mit seinem Kino Radium wenig Raum. Zur zeittypisch aggressiven Werbung der Kinos gehörte auch die übertriebene Darstellung der eigenen Grösse und Bedeutung. So warb das Kino Radium realitätsfern mit der «grössten Bildfläche» und mit «Platz für 300 Personen». Tatsächlich belegen die Akten der Baupolizei nur 150 Plätze. Die Kinowerbung prägte auch das äussere Erscheinungsbild des Kino Radium. Jede nutzbare Fläche der Fassade wurde als Werbefläche genutzt, auch an der zur Limmat gelegenen Giebelwand des Hauses stand «KINO RADIUM». War das noch typisch für eine Vielzahl unternehmerischer Tätigkeiten, Einzelhandel und Gastronomie eingeschlossen, so hatte das Radium wie andere Lichtspielhäuser eine kinotypische Aussenwerbung. Dazu gehörten mit Filmplakaten beklebte Holztafeln an der Aussenwand, Schaukästen mit Fotos und während der Öffnungszeiten bewegliche Tafeln auf dem Fussweg vor dem Kino.
Die beengten Verhältnisse gaben wiederholt Anlass zur Planung von Erweiterungen. Bereits 1909 wurde für das benachbarte Grundstück Mühlegasse 3 der Bau eines Kinos mit 250 bis 300 Plätzen beantragt. 1915 plante man die deutliche Erweiterung des Radium. Beiden Projekten wurde die feuerpolizeiliche Genehmigung versagt.
In den 1930er Jahren war das Radium ein bekanntes Westernkino, weshalb es auch als Revolverküche bezeichnet wurde. Seit Mitte der 1970er Jahre war das Kino Radium ein Arthouse mit anspruchsvollem Programm unter der Leitung von This Brunner von der Arthouse Commercio Movie AG, die mehrere Zürcher Kinos betrieb. Der Niedergang der Branche traf auch das Radium. Seit 1994 war es bis zu seiner Schliessung ein Sexkino. Ende Juni 2008 stellte das Kino seinen Betrieb ein. In den mehr als einhundert Jahren seines Bestehens war es nie grundlegend modernisiert worden. Während das Kino Royal in Baden durch Bürgerproteste vor dem Abriss bewahrt werden konnte und als Kulturhaus Royal Baden weiterbesteht, ist vom Zürcher Kino Radium ausser der Fassadenmalerei nichts mehr erhalten. Der Hauseigentümer hätte es vorgezogen, wenn nach der Sanierung des Gebäudes wieder ein Kinobetrieb eingezogen oder eine «artverwandte» Nutzungsform möglich gewesen wäre. Dafür hatte sich jedoch kein Betreiber gefunden.

## Plakatfund

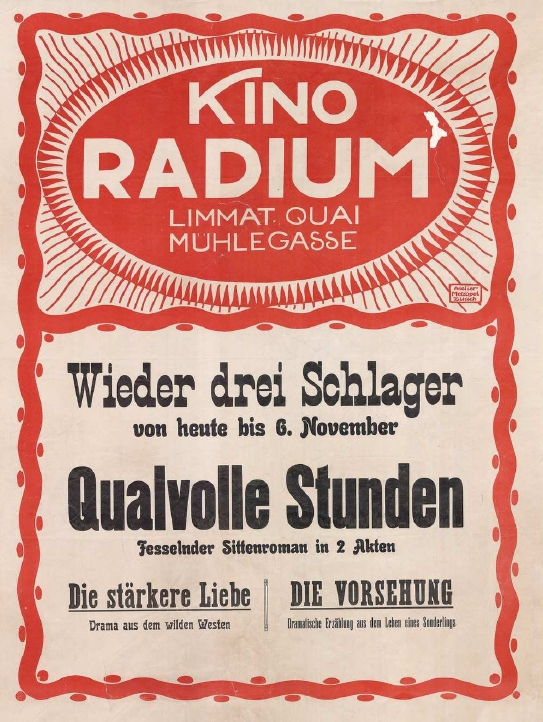
Kino Radium, Zürich, Kinoplakat vom 31. Oktober 1912 für Qualvolle Stunden (La Fossa del Vivo, Italien); Die stärkere Liebe (The Greater Love, USA) und Die Vorsehung (The Will of Providence, USA). Zweifarbendruck, Atelier Monopol, Zürich 1912, 76 × 100 cm.

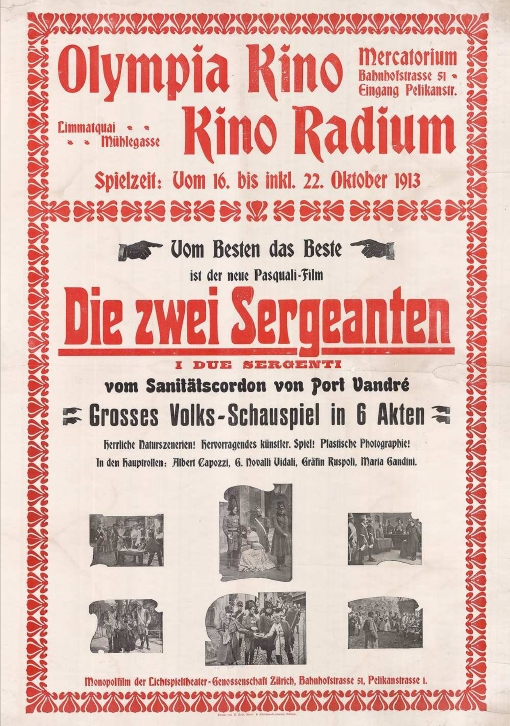
Olympia Kino und Kino Radium, Zürich, gemeinsames Plakat vom 16. Oktober 1913 für Die zwei Sergeanten (I Due Sergenti, Italien). Zweifarbendruck, K. Graf, Bülach 1913, 64 × 94 cm.

Im Sommer 2009 wurde im Rahmen der Sanierungsarbeiten Gerümpel aus dem Dachstuhl entfernt. Dabei fand ein Mitarbeiter der Stadtarchäologie Zürich hinter einer Holzvertäfelung einen Stapel historischer Filmplakate und anderer Drucksachen, die anscheinend versteckt worden waren. Sie wurden fast vollständig geborgen, restauriert und wissenschaftlich bearbeitet.
Zum Fund gehören 90 Filmplakate (38 verschiedene und 52 Doubletten in bis zu 12 Exemplaren), 68 Programmzettel (mit 62 Doubletten), einige Ausgaben der Branchenzeitschrift Kinema und weiteres Material, überwiegend aus den Jahren 1911 bis 1914. Das älteste Plakat war ein illustriertes deutschsprachiges Verleihplakat mit dem Titel «Die Ehre verloren –  alles verloren» aus dem Jahr 1907. Die jüngsten zu datierenden Fundstücke waren ein Zeitungsartikel und ein Programmzettel aus den 1930er Jahren, die auf den Zeitpunkt des Ablegens auch der älteren Stücke hinweisen. Der Plakatbestand umfasste 22 internationale Verleihplakate, meist illustriert, und 16 Schweizer Entwürfe, bei denen es sich fast ausschliesslich um Textplakate handelte. Die 69 beworbenen Filme stammen aus Deutschland, den USA, Frankreich, Italien, Dänemark, Grossbritannien, Österreich und Russland. Sie waren überwiegend stark beschädigt und teilweise nur in kleinen Fragmenten erhalten.
Viele der aufgefundenen Plakate sind Drucke im Auftrag des Kino Radium. Sie waren meist im kostengünstigen Zweifarbendruck hergestellt. Eine weitere Kostensenkung ermöglichte der Druck von Plakaten mit dem farbigen Rahmen in grosser Auflage auf Vorrat, die dann nur noch in der benötigten Stückzahl mit dem film-spezifischen schwarzen Eindruck versehen wurden.
Der Plakatfund gilt aus filmhistorischer Sicht als «spektakulär». Die umstrittene aggressive Plakatwerbung trug in seiner Frühzeit zum schlechten Ruf des Kinos bei. Das führte mittelbar für Filmplakate und andere Gebrauchsgrafik der Filmindustrie zu einer Verschlechterung der Überlieferung. Der Zürcher Fund erlaubt einen Einblick in die Werbetätigkeit eines der ersten Schweizer Kinos.
Mit den 16 Schweizer Kinoplakaten wurde die Zahl der bekannten Plakate aus der Zeit bis 1920 mehr als verdoppelt, es waren zuvor nur 12 Plakate bekannt. Von besonderer Bedeutung ist die Überlieferung eines unberührten alten Bestandes vor dem Hintergrund, dass die meisten Plakate der filmhistorischen Sammlungen einzeln in jüngerer Zeit angekauft worden sind und der Bezug zu Herkunft und zeitgenössischem Umfeld nicht mehr rekonstruiert werden kann. Darüber hinaus ist die Quelle ein Schweizer «Durchschnittskino». In Sammlungen sind die anspruchsvollen Plakatentwürfe im Auftrag grosser Kinos, wie die Arbeiten von Otto Baumberger, stark überrepräsentiert. Die Realität der Filmwirtschaft war von kleinen kapitalschwachen Häusern geprägt, deren vergleichsweise schlichte Werbung durch den Plakatfund teilweise erschlossen wird.
Die restaurierten Plakate befinden sich im Stadtarchiv Zürich. Vom Februar bis Mai 2011 fand im Zürcher Haus zum Rech unter dem Titel «Fundort Kino – Archäologie im Kino Radium» eine Ausstellung der restaurierten Kinoplakate und weiterer Exponate zur Geschichte des Hauses Mühlegasse 5 statt.